# Aringo
Aringo es una frazione de Montereale, comuna italiana de la provincia de L'Aquila, región de Abruzos. Es un pequeño pueblo en el valle alto del río Aterno, en las laderas del Monte Civitella, sobre la carretera estatal que va desde Pizzoli hasta Amatrice. 
Está situado cerca del Parque nacional del Gran Sasso y Montes de la Laga en las cercanías del nacimiento del río Mondragone, origen del río Aterno-Pescara.

## Historia

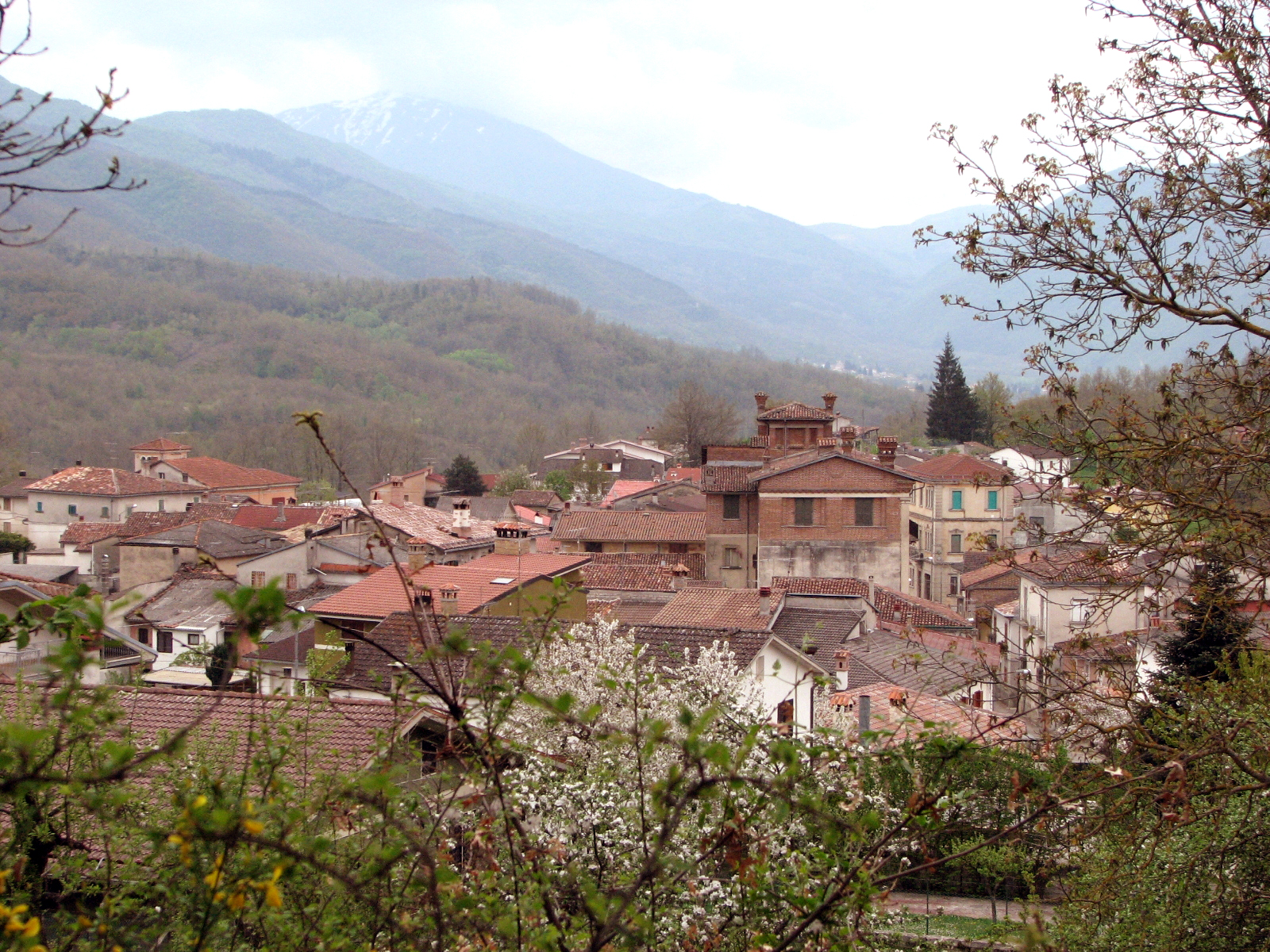
Aringo desde el nordeste en las proximidades del viejo sendero que en pasado llevaba hasta Santa Lucía.

Edificado ya en época romana a lo largo de la vía Calatina, la antigua vía tenía unas 125 millas de largo que atravesaba la Sabina, debe su nombre a un godo de nombre Arrigs que a finales de la Edad Antigua se estableció para tener el pleno control de la economía agrícola de la zona gracias a su posición dominante sobre una gran llanura que se extiende hacia el sur. Atravesada en gran parte por las aguas del río Aterno que nace al noreste del pequeño centro, la gran llanura fue bonificada presumiblemente entre el siglo II a. C. y el siglo I d. C.. y conquistada para la agricultura. Formó parte del municipium romano de Amiterno.
En las décadas que siguieron al nacimiento del ducado longobardo de Espoleto toda la zona pasó a control de poblaciones germánicas (entre finales del siglo VI y comienzos del VII) que duró hasta la derrota por parte de los francos en el año 774. A partir de finales del siglo VIII entró a formar parte de la diócesis de Rieti. Durante los siglos posteriores el territorio donde surge Aringo ha estado caracterizado por la presencia del hombre gracias a los recursos ligados a la agricultura y al bosque. Confirma esto el nacimiento y desarrollo de numerosas localidades como núcleos fortificados además de por la presencia de numerosas estructuras religiosas en la zona. En particular en Aringo está testimoniada la presencia de dos iglesias en el año 1327, una dedicada a San Nicolás y otra a San Sebastián.
Entre los siglos XIV y XVII, después del continuo crecimiento económico que llevó a una expansión territorial general, se decidió reunirse las 36 villas (villaggi) pertenecientes a Montereale en cuatro barrios (quartieri): S. Maria, S. Giovanni, S. Pietro y S. Lorenzo. Aringo fue incluido en el barrio de S. Maria.
En el año 1816 junto con el territorio de Montereale se incluyó en la circunscripción de L'Aquila. Durante la Segunda Guerra Mundial fue la sede de un comando alemán probablemente siempre por su posición estratégica a lo largo de la carretera que desde la ciudad de L'Aquila lleva a Amatrice y de ahí sobre la vía Salaria.

## Geografía
Pequeño centro rural de la provincia de L'Aquila, surge en una zona rica en agua que procede de los Abruzos noroccidentales, cerca del límite con el Lazio. Se desarrolla a lo largo de una llanura con leve inclinación sobre las colinas, rodeado por las montañas del alto valle del Aterno, a cerca de 5 km de Montereale en las proximidades del Parque nacional del Gran Sasso y Montes de la Laga.
Su posición más elevada respecto a otros pueblos de la zona permite admirar de la parte sur del pueblo el panorama que se extiende sobre la llanura de Montereale, bien visible desde Colle dell'Ara y del Colle della Città.